# Ібреїма Кулібалі
Ібреїма Кулібалі (араб. ايبريهيما كوليبالى, фр. Ibréhima Coulibaly, нар. 30 серпня 1989, Кретей) — мавританський і французький футболіст, півзахисник клубу «Нуадібу» і національної збірної Мавританії.

## Клубна кар'єра
Народився у французькому місті Кретей у родині мавританського походження. Розпочав займатися футболом у футбольній школі «Лез-Юліс». У 2011 році Кулібалі став гравцем нижчолігового французького клубу «Орлеан», у якому грав до 2014 року. У 2014 році футболіст перейшов до клубу «Дюнкерк», у якому грав до 2016 року. У 2016 році Кулібалі перейшов до клубу «Гренобль», з яким піднявся з четвертого до другого французького дивізіону. З 2020 до 2022 року футболіст грав у команді третього французького дивізіону «Ле-Ман». З 2022 року Ібреіма Кулібалі грає на історичній батьківщині в клубі «Нуадібу».

## Виступи за збірну
У 2019 році Ібреіма Кулібалі отримав запрошення до національної збірної Мавританії. У складі збірної був учасником першого в її історії великого міжнародного турніру — Кубка африканських націй 2019 року в Єгипті, на якому зіграв у одному матчі групового турніру зі збірною Тунісу. На червень 2023 року зіграв 9 матчів у складі національної збірної, в яких забитими м'ячами не відзначився.